# Joseph Lambot
Pour les articles homonymes, voir Lambot.
Joseph Louis Lambot, né à Montfort-sur-Argens le 22 mai 1814 et mort à Brignoles le 2 août 1887, est un ingénieur français, inventeur du ciment armé, qui donnera naissance au béton armé. 

## Biographie

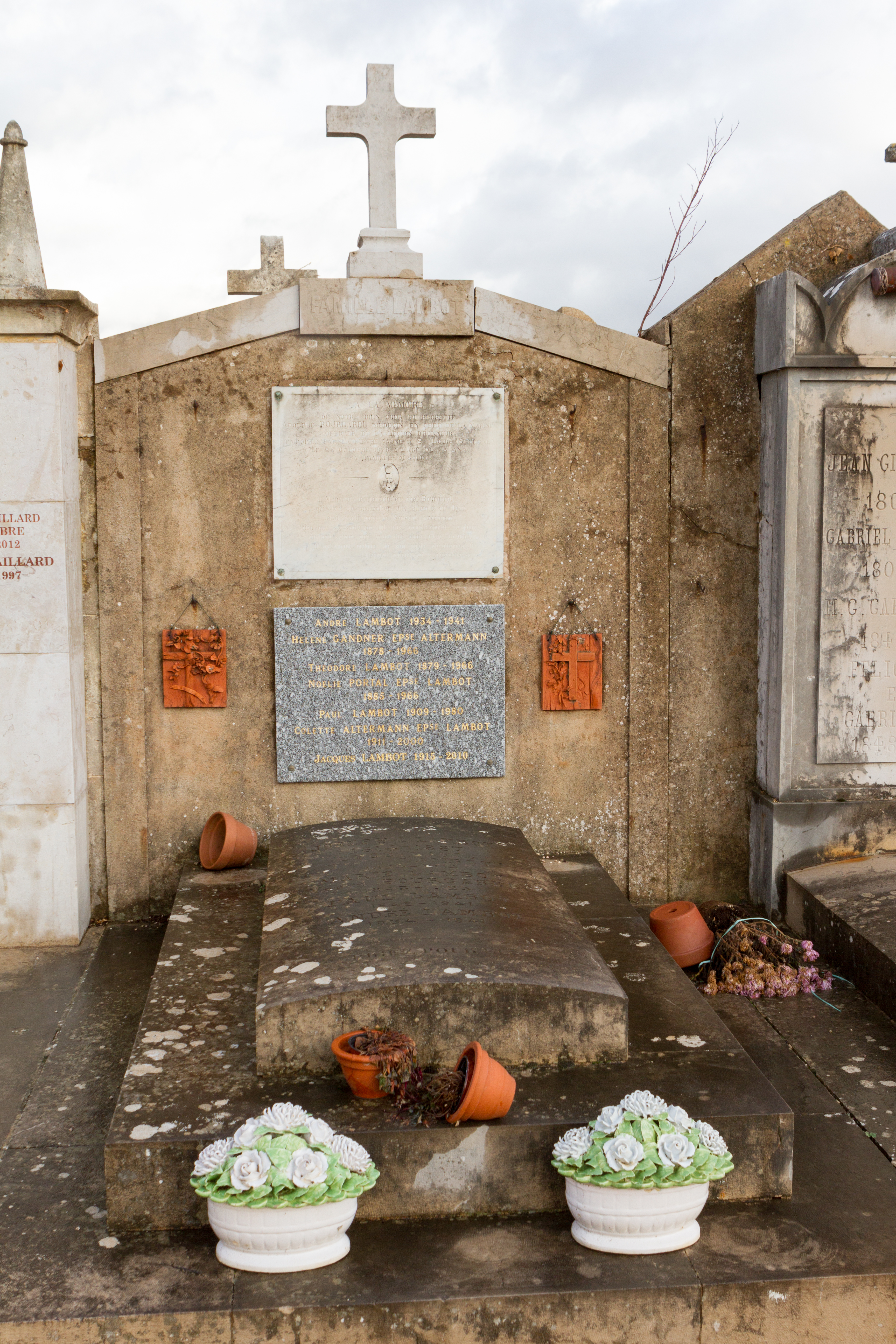
Tombe au cimetière de Brignoles.

Joseph Lambot commence ses études à Brignoles et les achève à Paris. En 1841, il épouse Lucette Latil et s'installe dans le domaine familial de Miraval à Correns. Il mène une vie très active, consacrée tout entière à l'agriculture et à d'utiles inventions. Très habile de ses mains, il confectionne en 1845 des caisses pour oranges, des réservoirs, des étagères, en fil de fer recouvert de ciment.
En 1848, il réalise la première barque en ciment armé connue et l'essaye sur le lac de Besse-sur-Issole. Le prototype original est conservé au musée des comtes de Provence Brignoles. Cette barque est brevetée le 30 janvier 1855 et présentée à l'exposition universelle de 1855. Dans son brevet qu'il dépose à la préfecture de Marseille le 15 janvier 1855, il indique : « Mon invention a pour objet un matériau nouveau servant à remplacer le bois en construction navale et partout ailleurs où il est confronté à l'humidité, comme les planchers en bois, les réservoirs d'eau et les bacs à plantes. Ce nouveau matériau de substitution consiste en un treillis métallique constitué de barres et d'étrésillons ligaturés entre eux ou assemblés en une corbeille de forme déterminée. Je donne à ce treillis la forme la plus adaptée à l'objet que je veux produire et le noie ensuite dans du ciment hydraulique, ce qui règle aussi le problème des joints éventuels ». Joseph Lambot appelle ce nouveau matériau le "Ferciment". Son bateau-ciment et son brevet passent inaperçus dans le bric-à-brac de l'exposition universelle.

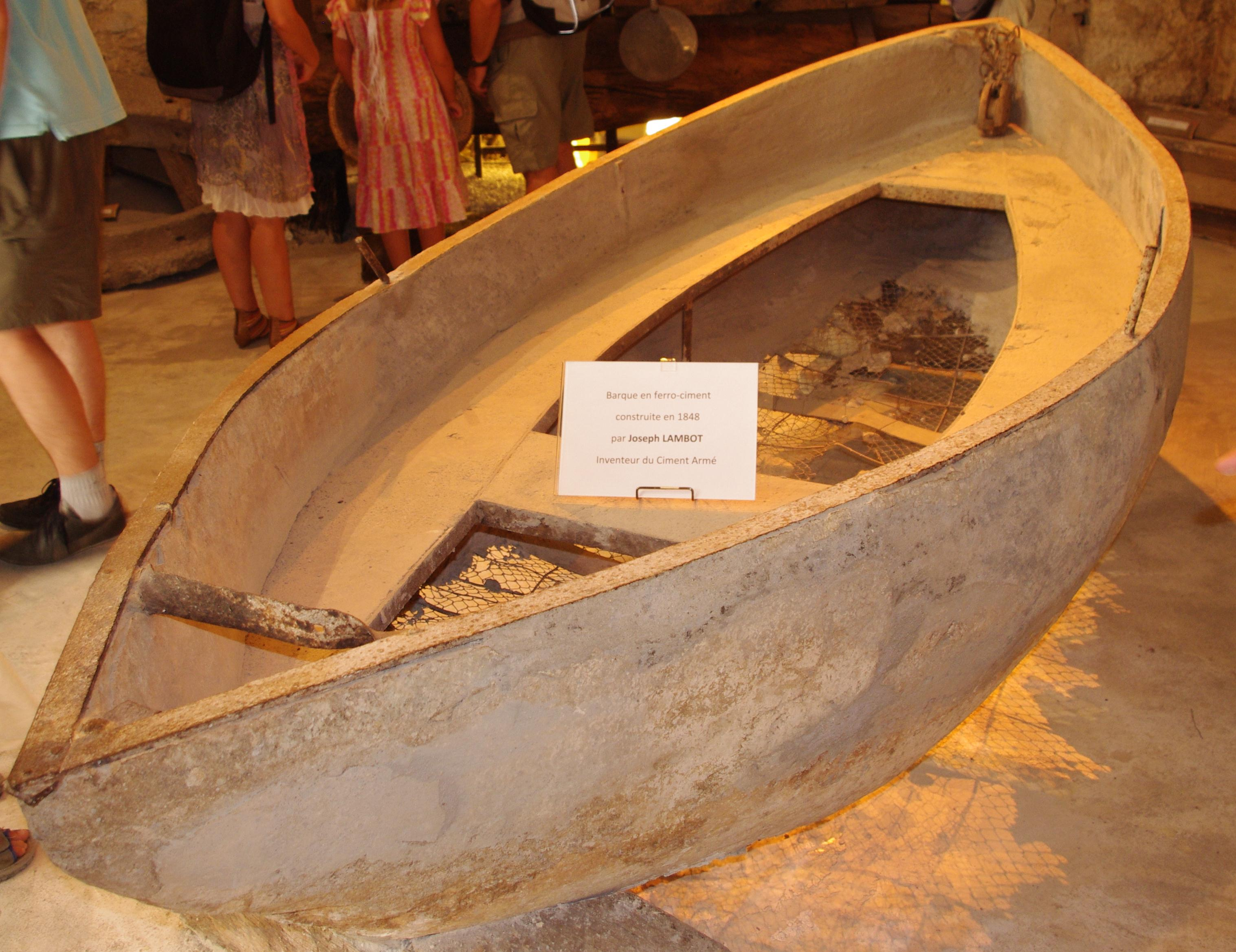
La barque en ciment armé de Joseph Lambot au musée de Brignoles.

Le 30 novembre 1855, le préfet maritime de Toulon commande à Joseph Lambot une bouée suivant son nouveau procédé. Après sa réalisation, il est félicité mais cette première n'a pas de suite. La même année, il est admis membre de la Société d'acclimatation. En 1858, il devient membre de la Société d'agriculture, de commerce et d'industrie du Var et l'Académie du Var.
Les deux barques en ferciment, aussi appelé ferro-ciment, réapparaissent en 1953 après un appel au service des ponts et chaussées. Une de ces barques est exposée au musée de Brignoles, l'autre est en caisse depuis que le musée des travaux publics à Paris a été fermé pour laisser la place au Conseil économique, social et environnemental. Elle se trouve aujourd'hui en dépôt au port-musée de Douarnenez.
Dans les années 1970, aux États-Unis, a lieu la première compétition de canoës de béton. Depuis, près de 200 universités américaines participent chaque année à l’événement, et ce type de compétition s’exporte dans de nombreux pays tels que la France depuis l’an 2000, le Canada, l’Allemagne, le Japon ou encore l’Afrique du Sud. Le 7e challenge national canoë béton se déroule à Cergy-Pontoise les 6 et 7 mai 2009.
Il meurt le 2 août 1887 à Brignoles où il est enterré.

## Postérité
En 2013, l’œuvre en Béton Polysensoriel, L’ARCHE DE MONET, de l’artiste Milène Guermont est acquise par la Ville du Havre et installée dans son Hôtel de Ville dessiné par Auguste Perret. Cette sculpture interactive émet des sons d'eau quand on l'effleure en fonction de son champ magnétique. L’artiste fait référence au peintre Claude Monet qui créait dans sa barque et aussi au premier objet en béton moderne : la barque de l'ingénieur Joseph Lambot.